# Torre Titanium
La Torre Titanium es un edificio en condominio vertical de uso residencial ubicado en Avenida. Empresarios #236, Boulevard. Puerta de Hierro en Zapopan para ser más exactos es el tercer edificio construido más alto de Zapopan después de Torre Aura Altitude y Torre Aura Lofts, y en el 2010 será el decimotercero más alto de la Área Metropolitana de Guadalajara. La constructora y comercializadora de Torre Titanium es Grupo Imber.

## La forma
- Su altura es de 115 metros y tiene 28 pisos (incluyendo 26 de apartamentos, 1 mezzanini y la planta baja).

- Su motivo arquitectónico es muy fresco compuesto por tres cuerpos semi-traingulares unidos por un cilindro inserto, maximizando las vistas y ofreciendo una sólida estructura.

- Se desplanta en un terreno de 3,720 m² con casi 1,500 m² de jardines

- Cuenta con 3 elevadores (ascensores) de alta velocidad que se mueven a una velocidad de 6.3 metros por segundo. Y un elevador de servicio

- Tiene 5 niveles de estacionamiento subterráneo con bodegas para el uso de los condominos

## Detalles importantes
- Es una construcción residencial en la ciudad de Zapopan, Jalisco en México en condominio vertical.

- Su construcción comenzó en 2005 y Finalizó en enero del 2008.

- La empresa que lo construyó y lo comercializa de forma directa es Grupo Imber

- Su entrega: se inició en noviembre del 2007 y a la fecha está habitado en un 50% y vendido un 90%.

- El área total del rascacielos es 22.100 m².

- Cuenta con 69 apartamentos de lujo: 1 penthouse de 730 m², 7 townhouses tipo 1 de 350 m², 7 townhouses tipo 2 de 400 m², 18 apartamentos tipo 1 de 250 m², 18 apartamentos tipo 2 de 215 m² y 18 apartamentos tipo 3 de <200 m².

- Cada condominio cuenta con 3 cajones de estacionamiento, townhouse 4 o 5 cajones y penthouse 6 cajones. Adicionalmente cuenta con 21 cajones para visitas y 8 para minusválidos.

- La altura de piso a techo es de 3,63 m .

- Es considerado un edificio inteligente, debido a que el sistema de luz es controlado por un sistema llamado B3 al igual que Torre Guggenheim Guadalajara, Torrena, Torre Aura Lofts y Torre Aura Altitude.

- Los materiales que se están usando para su construcción son acero, concreto armado y vidrio en la mayor parte de su estructura.

- Cuenta con agradables áreas comunes y de servicio, salón de eventos, lobby-recepción, business center, gimnasio con spa, alberca, asoleadero húmedo, chapoteadero, baños vestidores, jardines y seguridad 24 h.

## Datos clave
- Altura- 115 metros.
- Área Total- 22 100 m²
- Pisos- 5 niveles subterráneos de estacionamiento y 29 pisos.
- Condición: Terminado
- Rango: 	
  - En México: 87.º lugar
  - En Zapopan: 4.º lugar
  - En el área Metropolitana de Guadalajara: 5.º lugar
  - Es Administrada por la empresa Vanguardia Residence
  - www.vanguardiaresidence.com